# (6871) Verlaine
(6871) Verlaine ist ein Asteroid des inneren Hauptgürtels, der am 23. Januar 1993 vom belgischen Astronomen Eric Walter Elst am La-Silla-Observatorium (IAU-Code 809) der Europäischen Südsternwarte in Chile entdeckt wurde.
Benannt wurde er am 3. Mai 1996 nach dem französischen Lyriker des Symbolismus Paul Verlaine (1844–1896), der Mitglied der Parnassiens war und besonders die Kunst der Neuromantik beeinflusste.